# 한국생활안전연합
한국생활안전연합(영어: SAFIA)은 안전 분야의 교육, 학술연구, 프로그램 개발 및 보급을 목적으로 2001년에 설립된 대한민국의 사단법인체이다.

## 개요
안전관련 정부활동 감시 및 정책대안 제시, 안전의식 강화 교육, 안전교육 전문가 육성 등의 사업을 수행하고 있다.

## 주요 사업
- 안전관련 정부활동 감시 및 정책대안 제시
- 안전교육 전문가 육성
- 생활안전 분야의 전문성 향상을 위한 연구 및 학술 활동
- 안전개선과 증진을 위한 캠페인 활동 전개
- 안전지식 보급을 위한 출판 및 홍보